# 123e méridien est
En géographie, le 123e méridien est est le méridien joignant les points de la surface de la Terre dont la longitude est égale à 123° est.

## Géographie

### Dimensions
Comme tous les autres méridiens, la longueur du 123e méridien correspond à une demi-circonférence terrestre, soit 20 003,932 km. Au niveau de l'équateur, il est distant du méridien de Greenwich de 13 692 km,.
Avec le 57e méridien ouest, il forme un grand cercle passant par les pôles géographiques terrestres.

### Régions traversées
En commençant par le pôle Nord et descendant vers le sud au pôle Sud, Le 123e méridien est passe par:
| Coordonnées           | Pays, territoire ou mer | Notes |
| --------------------- | ----------------------- | --- |
| 90° 00′ N, 123° 00′ E | Océan Arctique          | |
| 78° 02′ N, 123° 00′ E | Mer de Laptev           | |
| 72° 57′ N, 123° 00′ E | Russie                  | République de Sakha Oblast de l'Amour — à partir de 56° 31′ N, 123° 00′ E |
| 53° 30′ N, 123° 00′ E | Chine                   | Heilongjiang Mongolie Intérieure — à partir de 51° 17′ N, 123° 00′ E Heilongjiang — à partir de 47° 43′ N, 123° 00′ E Mongolie Intérieure — à partir de 46° 42′ N, 123° 00′ E Jilin — à partir de 46° 06′ N, 123° 00′ E Mongolie Intérieure — à partir de 44° 29′ N, 123° 00′ E Liaoning — à partir de 42° 44′ N, 123° 00′ E |
| 39° 40′ N, 123° 00′ E | Mer Jaune               | Passe juste à l'est de la Péninsule du Shandong, Shandong, Chine (à 37° 23′ N, 122° 42′ E) |
| 33° 17′ N, 123° 00′ E | Mer de Chine orientale  | Passe juste à l'est de l'archipel de Zhoushan, Zhejiang, Chine (à 30° 25′ N, 122° 56′ E) |
| 24° 28′ N, 123° 00′ E | Japon                   | Préfecture d'Okinawa — Île de Yonaguni |
| 24° 26′ N, 123° 00′ E | Océan Pacifique         | Mer des Philippines |
| 14° 07′ N, 123° 00′ E | Philippines             | Île de Luzon |
| 13° 31′ N, 123° 00′ E | Golfe de Ragay          | |
| 13° 09′ N, 123° 00′ E | Philippines             | Île de Burias |
| 13° 00′ N, 123° 00′ E | Mer de Sibuyan          | |
| 11° 30′ N, 123° 00′ E | Philippines             | Île de Panay |
| 11° 05′ N, 123° 00′ E | Détroit de Guimaras     | |
| 10° 55′ N, 123° 00′ E | Philippines             | Île de Negros |
| 9° 03′ N, 123° 00′ E  | Mer de Sulu             | |
| 8° 25′ N, 123° 00′ E  | Philippines             | Île de Mindanao |
| 7° 28′ N, 123° 00′ E  | Mer de Célèbes          | |
| 0° 58′ N, 123° 00′ E  | Indonésie               | Île de Sulawesi (Péninsule de Minahasa) |
| 0° 30′ N, 123° 00′ E  | Golfe de Tomini         | |
| 0° 37′ S, 123° 00′ E  | Indonésie               | Île de Sulawesi (Péninsule Est) |
| 0° 54′ S, 123° 00′ E  | Détroit de Peleng       | |
| 1° 12′ S, 123° 00′ E  | Indonésie               | Île de Peleng |
| 1° 31′ S, 123° 00′ E  | Mer de Banda            | Passe juste à l'ouest de l'île de Manui, Indonésie (à 3° 35′ S, 123° 02′ E) |
| 4° 00′ S, 123° 00′ E  | Indonésie               | Île de Wowoni |
| 4° 12′ S, 123° 00′ E  | Mer de Banda            | Passe juste à l'est de l'île Sulawesi, Indonésie (à 4° 19′ S, 122° 54′ E) |
| 4° 23′ S, 123° 00′ E  | Indonésie               | Île de Buton |
| 4° 56′ S, 123° 00′ E  | Mer de Banda            | |
| 5° 09′ S, 123° 00′ E  | Indonésie               | Île de Buton |
| 5° 23′ S, 123° 00′ E  | Mer de Banda            | |
| 8° 17′ S, 123° 00′ E  | Indonésie               | Îles de Florès, Adonara et Solor |
| 8° 30′ S, 123° 00′ E  | Mer de Savu             | |
| 10° 44′ S, 123° 00′ E | Indonésie               | Île de Rote |
| 10° 52′ S, 123° 00′ E | Océan indien            | |
| 12° 14′ S, 123° 00′ E | Australie               | Îles Ashmore-et-Cartier |
| 12° 17′ S, 123° 00′ E | Océan indien            | |
| 16° 23′ S, 123° 00′ E | Australie               | Australie-Occidentale |
| 33° 52′ S, 123° 00′ E | Océan indien            | Les autorités australiennes considèrent cette zone comme partie de l'Océan Austral, |
| 60° 00′ S, 123° 00′ E | Océan Austral           | |
| 66° 40′ S, 123° 00′ E | Antarctique             | Territoire antarctique australien, Territoires revendiqués par l' Australie |